# Чемпионат России по мини-футболу среди женщин
Чемпионат России по мини-футболу  среди женских команд — соревнование, проводящееся c сезона 2008/2009 по сезон 2023/2024 под эгидой Ассоциации мини-футбола России и с сезона 2024/2025 Российским футбольным союзом, определяющее сильнейшую женскую мини-футбольную команду страны. До осени 2008 года развитием мини-футбола среди женщин в России занималась Ассоциация женского мини-футбола России, как одно из структурных подразделений РФС (образована 19 мая 1992 года, президент — Анастасия Павловна Горбань).
Наибольшее число титулов на счету волгоградской «Рокады» (в разные годы также известной как «Контур-Юниор» и «Локомотив») — восемь. Действующий чемпион — «Кристалл» (Санкт-Петербург).

## Участники Чемпионата России
Сезон 2024/2025
| Клуб        | Город              | Площадка                     |
| ----------- | ------------------ | ---------------------------- |
| Аврора      | Санкт-Петербург    | ЦФКСЗ Калининского района    |
| Лагуна-УОР  | Пензенская область | ФОК «Спутник»                |
| Норманочка  | Нижний Новгород    | ФОК «Мещерский»              |
| ОрёлГУ-КПРФ | Орел               | СК ОГУ имени И. С. Тургенева |
| Синара      | Екатеринбург       | Манеж «ВИЗ-Синара»           |
| Кристалл    | Санкт-Петербург    | Nova Arena                   |
| Аксинья     | Волгоград          | ФОК р.п. Светлый Яр          |

## Медалисты
| Сезон               | Чемпион                            | 2 место                                 | 3 место                                   | Лучший бомбардир                        |
| Высшая лига (АЖМФР) | Высшая лига (АЖМФР)                | Высшая лига (АЖМФР)                     | Высшая лига (АЖМФР)                       | Высшая лига (АЖМФР)                     |
| ------------------- | ---------------------------------- | --------------------------------------- | ----------------------------------------- | --------------------------------------- |
| 1992/1993           | Балтика (Санкт-Петербург)          | Танаис (Воронеж)                        | Глория (Химки)                            | Елена Суслова - 11 мячей                |
| 1993/1994           | Контур-Юниор (Волгоград)           | Влада (Владимир)                        | Балтика (Санкт-Петербург)                 | Елена Чурюмова - 23 мяча                |
| 1994/1995           | Контур-Юниор (Волгоград)           | Балтика (Санкт-Петербург)               | Влада (Владимир)                          | Павлина Бородина - 16 мячей             |
| 1995/1996           | Снежана (Люберцы)                  | Контур-Юниор (Волгоград)                | Аврора (Санкт-Петербург)                  | Елена Чурюмова - 32 мяча                |
| 1996/1997           | Снежана (Люберцы)                  | Аврора (Санкт-Петербург)                | Надежда (Воскресенск, Московская область) | Татьяна Бикейкина - 18 мячей            |
| 1997/1998           | Локомотив (Волгоград)              | Аврора (Санкт-Петербург)                | Снежана (Люберцы)                         | Елена Чурюмова - 34 мяча                |
| 1998/1999           | Локомотив (Волгоград)              | Аврора (Санкт-Петербург)                | Чертаново (Москва)                        | Павлина Бородина - 46 мячей             |
| 1999/2000           | Локомотив (Волгоград)              | Аврора (Санкт-Петербург)                | Снежана (Люберцы)                         | Павлина Бородина - 53 мяча              |
| 2000/2001           | Рокада (Волгоград)                 | Снежана (Люберцы)                       | Аврора (Санкт-Петербург)                  | Павлина Бородина - 29 мячей             |
| 2001/2002           | Рокада (Волгоград)                 | Аврора (Санкт-Петербург)                | Снежана (Люберцы)                         | Татьяна Иваницкая - 48 мячей            |
| 2002/2003           | Рокада (Волгоград)                 | Снежана (Люберцы)                       | Чертаново (Москва)                        | Татьяна Иваницкая - 28 мячей            |
| 2003/2004           | Чертаново (Москва)                 | Снежана-Котельники (Московская область) | Виктория (Нижегородская область)          | Наталья Мокшанова - 25 мячей            |
| 2004/2005           | Чертаново (Москва)                 | Снежана-Котельники (Московская область) | Виктория (Нижегородская область)          | Олеся Диденко - 38 мячей                |
| 2005-2006           | Чертаново (Москва)                 | Лагуна (Пенза)                          | Снежана-Котельники (Московская область)   | Олеся Диденко - 43 мяча                 |
| 2006/2007           | Виктория (Нижегородская область)   | Лагуна-УОР (Пенза)                      | Чертаново (Москва)                        | Светлана Никольская - 56 мячей          |
| 2007/2008           | Лагуна-УОР (Пенза)                 | Виктория (Нижегородская область)        | Аврора (Санкт-Петербург)                  | Юлия Титова - 61 мяч                    |
| Высшая лига (АМФР)  |                                    |                                         |                                           |                                         |
| 2008/2009           | Лагуна-УОР (Пенза)                 | Аврора (Санкт-Петербург)                | Виктория (Нижегородская область)          | Павлина Бородина (Виктория) - 23 мяча   |
| 2009/2010           | Аврора (Санкт-Петербург)           | Лагуна-УОР (Пенза)                      | Снежана-Котельники (Московская область)   | Виктория Афанасова (Аврора) - 53 мяча   |
| 2010/2011           | Лагуна-УОР (Пенза)                 | Снежана-Котельники (Московская область) | Аврора (Санкт-Петербург)                  | Дарья Хакимова (Аврора) - 31 мяч        |
| 2011/2012           | Лагуна-УОР (Пенза)                 | Аврора (Санкт-Петербург)                | Снежана-Котельники (Московская область)   | Горобец Алина (Лагуна-УОР) - 26 мячей   |
| 2012/2013           | Лагуна-УОР (Пенза)                 | Аврора (Санкт-Петербург)                | Тюмень (г. Тюмень)                        | Юлия Титова (Лагуна-УОР) - 26 мячей     |
| 2013/2014           | Аврора (Санкт-Петербург)           | Лагуна-УОР (Пенза)                      | Тюмень (г. Тюмень)                        | Юлия Титова (Лагуна-УОР) - 22 мяча      |
| 2014/2015           | Лагуна-УОР (Пенза)                 | Аврора (Санкт-Петербург)                | Снежана-Котельники (Московская область)   | Юлия Титова (Лагуна-УОР) - 24 мяча      |
| 2015/2016           | Аврора (Санкт-Петербург)           | Торпедо-МАМИ (Москва)                   | Лагуна-УОР (Пенза)                        | Маргарита Семёнова (Аврора) - 22 мяча   |
| 2016/2017           | Торпедо-МАМИ (Москва)              | Лагуна-УОР (Пенза)                      | Аврора (Санкт-Петербург)                  | Олеся Воробей (Торпедо-МАМИ) - 17 мячей |
| 2017/2018           | Аврора (Санкт-Петербург)           | Лагуна-УОР (Пенза)                      | Мосполитех (Москва)                       | Лиана Юхаева (Аврора) - 16 мячей        |
| 2018/2019           | Аврора (Санкт-Петербург)           | Лагуна-УОР (Пенза)                      | Мосполитех (Москва)                       | Мария Самойлова (Лагуна-УОР) - 24 мяча  |
| 2019/2020           | Аврора (Санкт-Петербург)           | Норманочка (Нижегородская область)      | Мосполитех (Москва)                       | Анастасия Дурандина (Аврора) - 24 мяча  |
| 2020/2021           | Норманочка (Нижегородская область) | Аврора (Санкт-Петербург)                | Лагуна-УОР (Пенза)                        | Алина Ефипова (Спартак) - 21 мяч        |
| 2021/2022           | Норманочка (Нижегородская область) | Мосполитех (Москва)                     | Аврора (Санкт-Петербург)                  | Мария Самойлова (Лагуна-УОР) - 23 мяча  |
| 2022/2023           | Кристалл (Санкт-Петербург)         | Норманочка (Нижегородская область)      | Мосполитех (Москва)                       | Мария Самойлова (Норманочка) - 21 мяч   |
| 2023/2024           | Кристалл (Санкт-Петербург)         | Лагуна-УОР (Пенза)                      | Норманочка (Нижегородская область)        | Мария Самойлова (Норманочка) - 22 мяча  |
| 2024/2025           | Кристалл (Санкт-Петербург)         | Норманочка (Нижегородская область)      | Аврора (Санкт-Петербург)                  | Ирина Правдина (Норманочка) - 20 мячей  |

### Итого
- «Контур-Юниор»/«Локомотив»/«Рокада» (Волгоград) (8): 1993/94, 1994/95, 1997/98, 1998/99, 1999/00, 2000/01, 2001/02, 2002/03
- «Аврора» (Санкт-Петербург) (6): 2009/10,  2013/14, 2015/16, 2017/18, 2018/19, 2019/20
- «Лагуна-УОР» (Пенза) (6): 2007/08, 2008/09, 2010/11, 2011/12, 2012/13, 2014/15
- «Чертаново» (Москва) (3): 2003/04, 2004/05, 2005/06
- «Кристалл» (Санкт-Петербург) (3): 2022/23, 2023/24, 2024/25
- «Норманочка» (Нижегородская область) (2): 2020/21, 2021/22
- «Снежана» (Люберцы) (2): 1995/96, 1996/97
- «Торпедо-МАМИ» (Москва) (1): 2016/17
- «Виктория» (Нижегородская область) (1): 2006/07
- «Балтика» (Санкт-Петербург) (1): 1992/93